# Rodrigo Londoño

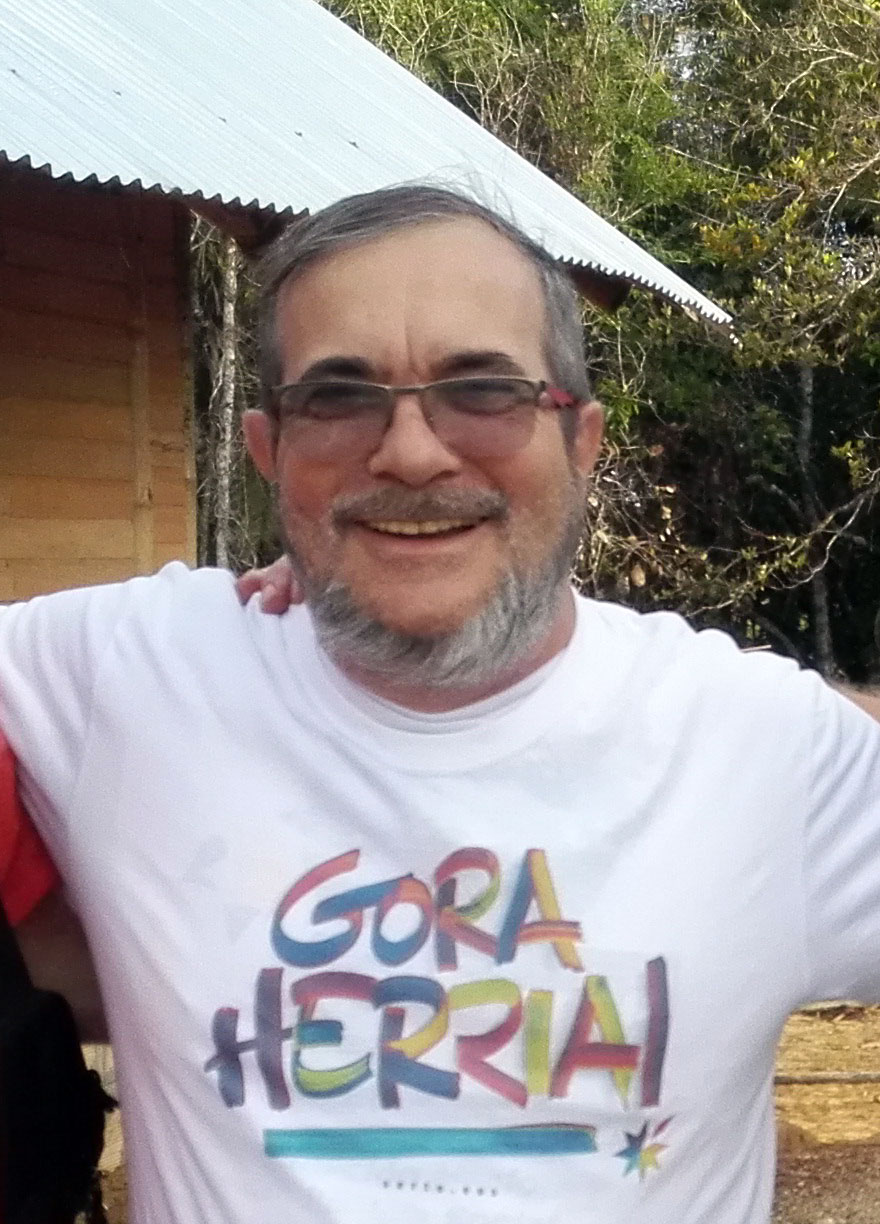
Timoleón Jiménez

Rodrigo Londoño Echeverri, auch unter den Kampfnamen Timoleón Jiménez und Spitznamen Timoschenko bekannt, (* 22. Januar 1959 in Calarcá, Departamento del Quindío) ist ein kolumbianischer Arzt und Politiker und ehemaliger Anführer der Guerilla-Organisation FARC-EP.

## Biografie

### Studium und Untergrund
Rodrigo Londoño studierte nach seinem Schulabschluss in Kolumbien ursprünglich Medizin an der Patrice-Lumumba-Universität in Moskau und anschließend in Kuba. Er ist seit den 1980er Jahren im Sekretariat der FARC tätig.
Er gehört seit Anfang der 1990er Jahre zum Führungskreis der FARC und gilt dort als Hardliner. Er leitet seinen Beinamen Timoschenko vom ehemaligen Oberbefehlshaber der Roten Armee, Marschall der Sowjetunion, Semjon Konstantinowitsch Timoschenko ab. Es gibt zahlreiche Haftbefehle gegen ihn, die Vereinigten Staaten haben eine Belohnung in Höhe von 5 Millionen Dollar auf ihn ausgesetzt. Nach deren Angaben ist er verantwortlich für massiven Kokainschmuggel sowie Hunderte von Tötungen. 2008 trat er öffentlich in Erscheinung und kündigte an, dass Alfonso Cano der neue Anführer der FARC geworden sei. Am 5. November 2011 trat er erneut die Nachfolge des kurz zuvor vom kolumbianischen Militär getöteten Alfonso Cano als Anführer der FARC an. Am 15. November 2011 veröffentlichte die FARC seine Ernennung zum Anführer.

### Kandidatur für die Präsidentschaft 2018
Rodrigo Londoño kündigte im November 2017 seine Kandidatur für die Präsidentschaftswahlen in Kolumbien 2018 an. Der frühere Chef der linken Guerilla-Organisation FARC rechnete sich „gute Chancen“ aus. Nach den ersten Umfragen vom Dezember 2017 kam Londoño allerdings nicht einmal auf 2 % der Abstimmungsabsichten. Im März 2018 verzichtete die FARC auf die Teilnahme an der Wahl, da Londoño gesundheitliche Probleme habe.
Rodrigo Londoño lebt heute in der Gemeinde La Tebaida, Departamento del Quindío.